# Eueides hypsipyle
Eueides hypsipyle är en fjärilsart som beskrevs av Pieter Cramer 1777. Eueides hypsipyle ingår i släktet Eueides och familjen praktfjärilar. Inga underarter finns listade i Catalogue of Life.